# Shane McMahon
Shane Brandon McMahon, född 15 januari 1970 i Gaithersburg i Maryland, är en amerikansk fribrottare och affärsman. Han är son till Vince McMahon och Linda McMahon.